# 1856 (ボードゲーム)
1856は、en:Mayfair Gamesが販売しているカナダ東部が舞台の鉄道経営を題材にしたボードゲーム。プレイヤーは、鉄道会社の経営から収益を上げていき、終了時に資産が一番多いプレイヤーが勝者となる。18XXシリーズのひとつ。

## 概要
ゲームはまず、プライベート会社の売買から始まる。その後、株の購入フェイズがある。プレイヤーは、各会社の株を買うことにより、各鉄道会社の経営権を握る。
運営フェイズでは、鉄道の敷設・運行・収益がある。運営ターンは、フェイズによって数が違う。運営ターンが終了したら、また株の購入フェイズを始める。

## ルール

### ゲームフェイズ
第1フェイズ（ゲーム開始〜2列車）の運営ラウンドは1ラウンド。列車保有数は4列車まで。線路タイルは黄色。
第2フェイズ（3列車）の運営ラウンドは2ラウンド。列車保有数は4列車まで。線路タイルは黄色と緑色。プライベート会社を売却できる。
第3フェイズ（4列車）の運営ラウンドは2ラウンド。列車保有数は3列車まで。線路タイルは黄色と緑色。2列車が廃車になる。
第4フェイズ（5列車）の運営ラウンドは3ラウンド。列車保有数は2列車まで。線路タイルは黄色と緑色と茶色。外世界の収入が1ランクアップし、プライベートカンパニーが閉鎖する。
第5フェイズ（6列車）の運営ラウンドは3ラウンド。列車保有数は2列車（国鉄なら3列車）まで。線路タイルは黄色、緑色、茶色、灰色。黄色ドットタイルを都市タイルまたは線路タイルに変更可能になる。3列車が廃車になり、政府融資が完済され、小都市のUGとDGが可能となり、ディーゼル列車が購入可能となり、カナダ国営鉄道が設立可能となり、港トークンが除外され、2番目の枚数制限テーブルになる。
第6フェイズ（D列車）の運営ラウンドは3ラウンド。列車保有数は2列車（国鉄なら3列車）まで。線路タイルは黄色、緑色、茶色、灰色。黄色ドットタイルを都市タイルまたは線路タイルに変更可能となる。4列車が廃止され、外世界の収入が1ランクアップする。